# Сауседо, Себастьян
Себастьян Сауседо Мондрагон (англ. и исп. Sebastián Saucedo Mondragón; родился 22 января 1997 года в Сан-Фернандо, США) — мексиканский футболист, полузащитник клуба «Толука».

## Клубная карьера
Сауседо — воспитанник американского клуба «Реал Солт-Лейк». 24 июля 2014 года «Реал Солт-Лейк» подписал с Сауседо контракт по правилу доморощенного игрока. Его профессиональный дебют состоялся 22 марта 2015 года в составе фарм-клуба «Реал Монаркс» в матче против «Лос-Анджелес Гэлакси II». За «Реал Солт-Лейк» в MLS Сауседо дебютировал 29 апреля 2015 года в матче против «Торонто», в котором вышел на замену в компенсированное время вместо Ольмеса Гарсии. В начале 2016 года он вернулся на свою историческую родину, на правах аренды став футболистом мексиканского «Веракрус». 13 февраля в матче против столичной «Америки» Сауседо дебютировал в мексиканской Примере, заменив во втором тайме Фернандо Менесеса. 24 февраля в поединке Кубка Мексики против «Чьяпас» он забил свой первый гол за «Веракрус». 26 мая 2018 года в матче «Реал Солт-Лейк» против «Сиэтл Саундерс» Сауседо забил свой первый гол в MLS. По окончании сезона 2019 контракт Сауседо с «Реал Солт-Лейк» истёк.
9 декабря 2019 года Сауседо подписал 2,5-летний контракт с клубом чемпионата Мексики «УНАМ Пумас». Дебют за «Пумас» 12 января 2020 года в матче против «Пачуки» он отметил голом.

## Международная карьера
В 2017 году Сауседо в составе молодёжной сборной США выиграл молодёжный чемпионат КОНКАКАФ в Коста-Рике. На турнире он сыграл в матчах против команд Панамы, Гаити, Сент-Китса и Невиса и Сальвадора. В поединке против Сент-Китса и Невиса Себастьян сделал «дубль».
В том же году Сауседо принял участие в молодёжном чемпионате мира в Южной Корее. На турнире он сыграл в матчах против команд Эквадора, Саудовской Аравии и Новой Зеландии.

## Достижения
Международные
 США (до 20)
- Чемпионат КОНКАКАФ среди молодёжных команд — 2017